# Confluență

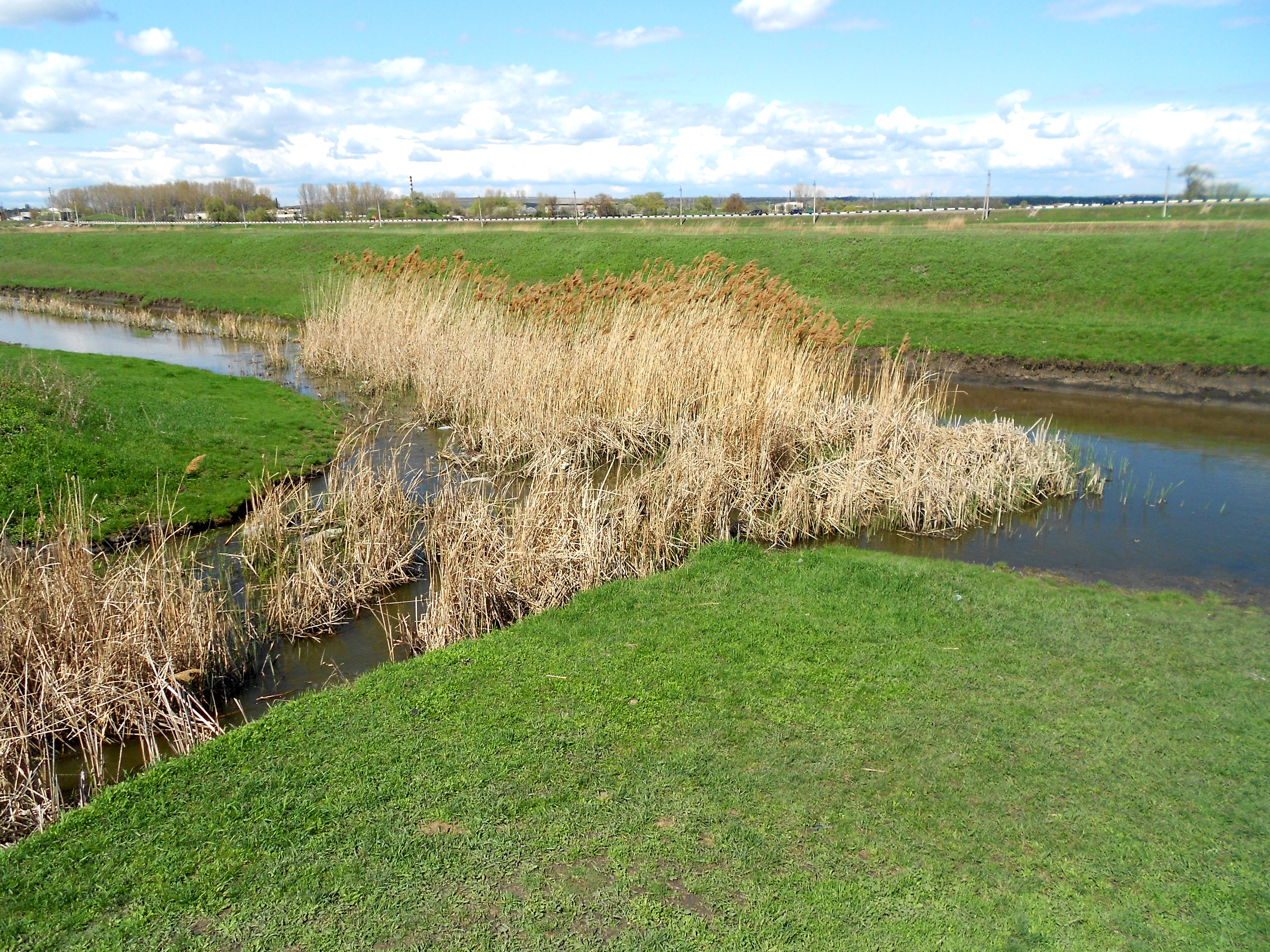
Confluența Răuțel-Răut, în preajma Bălțiului

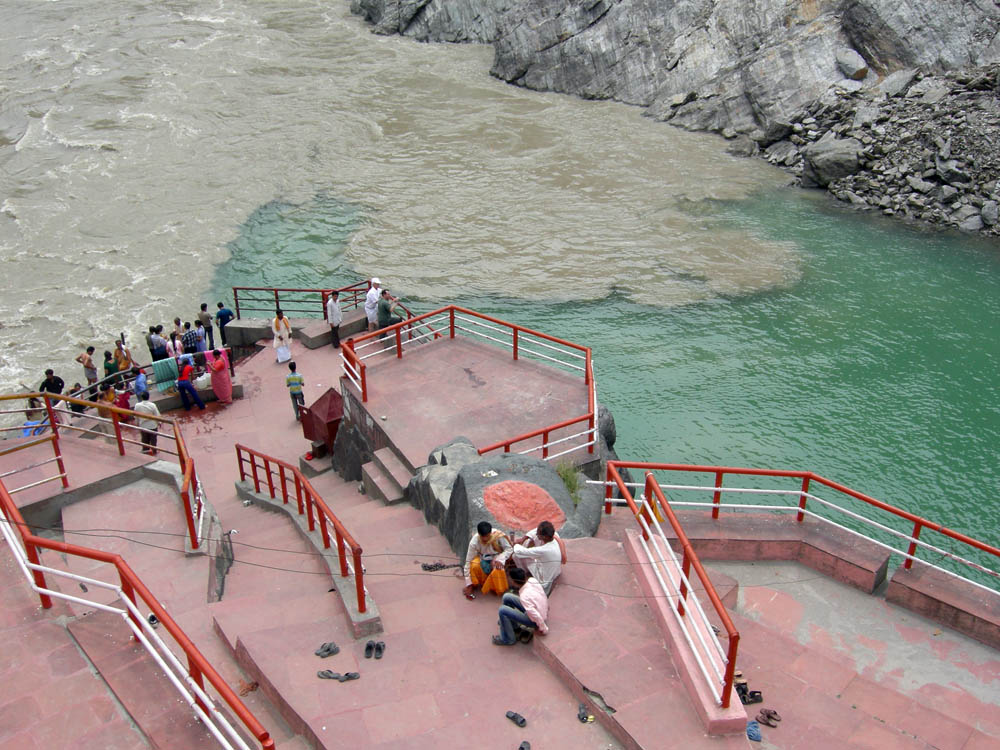

Confluența, în hidrologie, reprezintă locul de unire a două sau mai multe cursuri de apă. De obicei, se referă la locul unde un afluent se varsă într-un râu mai mare.
De asemenea,  în geografie, termenul confluență se referă și la un punct în care latitudinea și longitudinea au valori întregi. Proiectul Degree confluence project încearcă să catalogheze și să fotografieze toate aceste locații de pe glob.